# Guy Camberabero
Pour les articles homonymes, voir Camberabero.

a Compétitions nationales et continentales officielles uniquement.

b Matchs officiels uniquement.
Dernière mise à jour le 29 décembre 2015.
Guy Camberabero, né le 17 mai 1936 à Saubion (Landes) et mort le 26 octobre 2023 à Valence (Drôme), est un joueur français de rugby à XV.
Il compte 14 sélections au poste de demi d'ouverture en équipe de France. Lors de neuf de ces rencontres, il forme avec son frère Lilian la charnière de l'équipe de France. Avec celle-ci, il remporte deux éditions du Tournoi des Cinq Nations, en 1967 et en 1968, année du premier Grand Chelem français.

## Biographie
Guy Camberabero débute le rugby dès la cour de l'école avec comme mentor son instituteur André Desclaux. À l'âge de 18 ans, il quitte avec son frère Lilian, ses Landes natales, et arrive à La Voulte-sur-Rhône, club dont le fondateur Jean Palix est le directeur général d'une usine, succursale de Rhône-Poulenc. Guy et Lilian travaillent en tant qu’ouvriers, leur père occupant à la même époque un poste de contremaitre.
Appelé avec son frère à se rendre en tournée en Nouvelle-Zélande puis en Australie, il fait ses débuts avec l'équipe de France le 19 août 1961 à Christchurch lors du troisième match face à l'équipe de Nouvelle-Zélande. Il remplace Pierre Albaladejo, malade lors d'une défaite 32 à 3. En novembre de l'année suivante, il affronte la Roumanie. Cette rencontre disputée à Bucarest se solde par une défaite 3 à 0. Avec la retraite d'Albaladejo, les sélectionneurs alignent une charnière composée des deux frères Camberabero lors d'une victoire 9 à 6 à Bucarest en novembre 1964, rencontre où il inscrit ses premiers points avec les Bleus, six, un essai et un drop. Il est toutefois remplacé par Jean Capdouze pour le premier match du tournoi contre l'Écosse, son frère conservant son poste de demi de mêlée. 
Guy Camberabero doit attendre 1967, et la tournée de l'Australie en Europe, pour retrouver une place au sein de l'équipe de France. Le 11 février, les Wallabies, vainqueur du pays de Galles et de l'Angleterre, et défaits par l'Écosse et l'Irlande, s'inclinent 20 à 14 au stade de Colombes. Les frères Camberabero inscrivent les 20 points des Bleus, un essai de Lilian, une transformation, quatre pénalités et un drop de Guy qui établit avec 17 points un nouveau record pour un Français. La charnière voultaise est reconduite pour le match suivant du tournoi, le deuxième, la France s'étant inclinée 9 à 8 face à l'Écosse avant d'affronter les Australiens. Guy Camberabero inscrit 10 des 16 points de l'équipe de France qui s'impose pour la première fois depuis douze ans face aux Anglais, à Twickenham de surcroit.
Après une victoire face aux Italiens, 60 à 13 à Toulon avec 27 points de Guy Camberabero, neuf transformations, deux pénalités et un drop, la France affronte à Colombes le pays de Galles, s'imposant 20 à 14. Après un drop sur une passe de son frère, ce qui donne un avantage de 17 à 14 aux Français, Guy Camberabero inscrit un essai sur une interception lors de la dernière minute. Il inscrit 14 points, une transformation, deux drops, une pénalité et un essai. Il est le premier français à réussir un full house, obtenir au moins une réussite dans les quatre possibilités de marquer. La France dispute sa dernière rencontre du tournoi à Lansdowne Road face aux Irlandais. Guy Camberabero réussit une transformation, puis deux drops en trois minutes qui permettent aux Français de s'imposer 11 à 6. Il vient de réaliser sept drops en cinq rencontres.
La Fédération française accepte de se rendre en tournée en Afrique du Sud, les All Blacks, dans l'impossibilité de jouer avec des joueurs Maoris par le gouvernement sud-africain, renonçant à leur propre tournée. Celle-ci, avec treize rencontres, compte quatre tests entre les deux nations, et un cinquième officieux, face au Northern Transvaal. Surnommé Tom pouce par les Sud-Africains, Guy Camberabero n'inscrit aucun point lors de la lourde défaite 26 à 3, la première de l'histoire du quinze français lors des confrontations entre les deux équipes en Afrique du Sud. Remplacé par Jean-Louis Dehez pour le deuxième test, perdu 16 à 3, il inscrit dix points lors de la victoire 19 à 14 à Johannesbourg, deux drops et deux transformations. Lors du dernier test, au Cap, il inscrit un drop lors du nul 6 partout.
La paire Camberabero est de nouveau associée pour la première rencontre du tournoi 1968 face à l'Écosse. Malgré cette victoire, où Guy Camberabero inscrit une transformation, les opposants à la paire voultaise voient les sélectionneurs choisir Jean Gachassin pour le match face à l'Irlande, celui-ci désirant être associé à son coéquipier de Lourdes Jean-Henri Mir. La France remporte sa deuxième victoire dans ce tournoi. Juste avant l'ouverture des Jeux olympiques de Grenoble, le quinze français est opposé lors d'un match de démonstration à une sélection du Grand-Est dont la charnière est occupée par les frères Camberabero. À l'issue de cette rencontre, ces derniers font partie des huit changements effectués par les sélectionneurs pour la rencontre face à l'Angleterre. Guy Camberabero inscrit cinq points, une pénalité et une transformation, son frère réussissant un drop lors de la victoire 14 à 9, victoire qui assure le gain de cette édition du tournoi. Un mois plus tard, les deux frères sont de nouveau associés, à Cardiff face au pays de Galles. Les frères Camberabero inscrivent onze points, un essai de Lilian et une transformation, une pénalité et un drop de Guy, Christian Carrère inscrivant un autre essai pour les Bleus qui s'imposent 14 à 9.
En 1970, La Voulte parvient pour la deuxième fois en demi-finale du championnat de France. Battu à ce même stade par le SU Agen en 1965, les joueurs de La Voulte prennent leur revanche sur le club agenais sur le stade de leur adversaire en s'imposant 9 à 3. Opposé à l'AS Montferrand au Stadium de Toulouse, La Voulte remporte le titre de champion de France en s'imposant 3 à 0 grâce à un essai de Renaud Vialar,.
Guy Camberabero a également entraîné l'équipe du LOU qu'il rejoint en mai 1984.
Ses deux fils, Didier et Gilles sont également joueurs de rugby.
Il meurt le 26 octobre 2023 à l'hôpital de Valence, huit ans après le décès de son frère Lilian,, de complications cardiaques liées à la Covid-19. Il est incinéré.

## Autres activités
Guy et Lilian écrivent et publient le livre Le Mot de passe, éd. Calmann-Lévy, 1971.

## Style de jeu
Du fait de leur petit gabarit (1,69 m pour 65 kg), les Cambé tyrossais sont également surnommés Les Lutins de La Voulte. Guy Camberabero est un demi d'ouverture qui joue les deux tiers de ses ballons au pied. Il n'est pas un adepte du « french flair » représenté par Jean Gachassin, les deux approches, plus pragmatique pour le joueur de La Voulte, plus joueuse pour le Lourdais, étant souvent mises en opposition par la presse.

## Palmarès
Avec La Voulte
- Championnat de France de première division :
  - Champion (1) : 1970[27]
  - Demi-finaliste (1) : 1965
- Challenge de l'Espérance :
  - Vainqueur (2) : 1963 et 1964
  - Finaliste (1) : 1965
- Challenge Yves du Manoir :
  - Demi-finalistes (1) : 1971

### Distinctions
Il obtient l'Oscar du Midi olympique (meilleur joueur français du championnat) en 1967.

## Statistiques
Guy Camberabero dispute quatorze rencontres avec l'équipe de France, entre le 19 août 1961 à Christchurch contre l'équipe de Nouvelle-Zélande et le 23 mars 1968 contre le pays de Galles. Il inscrit 110 points, deux essais, onze pénalités, onze drops et 19 transformations.
Il participe à deux éditions du Tournoi des Cinq Nations, deux éditions remportées par la France, en 1967 et 1968, disputant six rencontres, toutes remportées, et inscrivant 47 points se décomposant en un essai, quatre pénalités, six drops et sept transformations.